# Ich Tu Dir Weh
Ich Tu Dir Weh ("Ik doe je pijn") is  een single van de Duitse metalband Rammstein. Het is de tweede single van hun zesde studioalbum Liebe Ist Für Alle Da. De single kwam uit op 5 februari 2010.
Het nummer gaat over sadomasochistische fantasieën en is gebaseerd op de zeer omstreden roman American Psycho van Bret Easton Ellis. Dit is samen met de hoes de redenen waarom de originele Liebe ist für alle da in Duitsland niet meer aan minderjarigen verkocht mag worden. In plaats daarvan is er een gecensureerde versie uitgebracht waarop het nummer Ich Tu Dir Weh is vervangen door een stilte van vier seconden.

## Videoclip
De videoclip van het nummer is uitgebracht op 21 december 2009, op de pornografische site visit-X. Hij werd geregisseerd door Jonas Åkerlund. In de video is de hele band te zien op hun podium terwijl ze het nummer spelen, terwijl ze zwarte en grijze kledij dragen. Zowel Till Lindemann en Oliver Riedel dragen contactlenzen die van kleur veranderen. Lindemanns mond straalt ook wit licht uit als hij zingt. Omdat Lindemann een authentiek effect wilde liet hij een gaatje in zijn wang piercen om het draadje van het lampje door te steken. Voor de concerten gebruikt hij een draadje dat langs de mond binnenkomt.

## Nummers
Cd-single
1. "Ich tu dir weh" (radio edit) – 3:57
2. "Pussy" (Lick It Remix) by Scooter – 4:54
3. "Rammlied" (Rammin' the Steins Remix) by Devin Townsend – 5:09
4. "Ich tu dir weh" (Smallboy Remix) by Jochen Schmalbach – 6:42

12" vinyl single
1. "Ich tu dir weh" (radio edit) – 3:57
2. "Ich tu dir weh" (Fukkk Offf Remix) – 6:07

7" enkelzijdige geëtste vinyl single
1. "Ich tu dir weh" (radio edit) – 3:57

Digitale download
1. "Ich tu dir weh" (radio edit) – 3:57
2. "Pussy" (Lick It Remix) by Scooter – 4:54
3. "Rammlied" (Rammin' the Steins Remix) by Devin Townsend – 5:09
4. "Ich tu dir weh" (Smallboy Remix) by Jochen Schmalbach – 6:42
5. "Ich tu dir weh" (Fukkk Offf Remix) – 6:07